# Acide tiaprofénique
L'acide tiaprofénique est un anti-inflammatoire non stéroïdien (AINS), appartenant au groupe des propioniques (profènes), dérivé de l'acide benzoïque utilisé comme antalgique et antipyrétique.
Il est commercialisé en France sous le nom de Surgam par la société Sanofi-Aventis France. Des médicaments génériques sont aussi disponibles tels que Flanid des Laboratoires Pierre Fabre. Aux États-Unis, il est commercialisé sous les noms de Surgamyl et Tiaprofen.

## Indications
- Traitement symptomatique au long cours :
  - des rhumatismes inflammatoires chroniques, notamment polyarthrite rhumatoïde,
  - de certaines arthroses douloureuses et invalidantes.
- Traitement symptomatique de courte durée :
  - des poussées aiguës d'arthrose, de lombalgies,
  - des affections aiguës post-traumatiques bénignes de l'appareil locomoteur.
- Dysménorrhée après recherche étiologique.
- Traitement symptomatique de la douleur au cours des manifestations inflammatoires dans les domaines ORL et stomatologique[4].

## Contre-indications
- Grossesse de plus de 5 mois.
- Ulcère gastroduodénal.
- Insuffisance hépatocellulaire.
- Insuffisance rénale.
- Insuffisance cardiaque.

## Toxicologie humaine
- Dose toxique minimale (DTmin ou en notation internationale, TDLo) : 257 mg/kg (rein, uretère et vessie) (homme, voie orale)[2]
- DTmin :  16 mg/kg (hallucination, insomnie, agitation) (femme, voie orale)[2]
- DTmin : 672 mg/kg (atteinte hépatique, somnolence, anorexie) (femme, voie orale)[2]
- DTmin : 720 mg/kg (rein, uretère et vessie) (femme, voie orale)[2]
- Dose létale minimale (DLmin ou en notation internationale LDLo) : 168 mg/kg (problèmes respiratoires, choc, ulcérations et saignement de l'intestin grêle) (femme, voie orale)[2]